# 17-а танкова дивизия (Вермахт)
17-а танкова дивизия е една от танковите дивизии на Вермахта по време на Втората световна война.

## История
17-а танкова дивизия е сформирана през октомври 1940 г. През юни участва в нападението над Съветския съюз като част от група армии „Център“. През ноември 1942 година е прехвърлена към група армии „Юг“. В средата на 1943 г. участва в тежките боеве край Днепър и Дон след разгрома на германските войски по време на операция Цитадела. Активно участва във всички големи бойни действия по време на отстъплението през Северна Украйна. През януари 1945 г. участва в боевете край Баранов, а през април е унищожена от Червената армия.

## Командири
- Генерал-майор Карл Ритер фон Вебер – (1 ноември 1940 – 17 юли 1941 г.)
- Генерал на танковите войски Вилхелм Ритер фон Тома – (17 юли 1941 – 15 септември 1941 г.)
- Генералоберст Ханс-Юрген фон Арним – (15 септември 1941 – 11 ноември 1941 г.)
- Генерал-лейтенант Рудолф-Едуард Лич – (11 ноември 1941 – 10 октомври 1942 г.)
- Генерал на танковите войски Фридолин фон Сенгер унд Етерлин – (10 октомври 1942 – 16 юни 1943 г.)
- Генерал-лейтенант Валтер Шилинг – (16 юни 1943 – 21 юли 1943 г.)
- Генерал-лейтенант Карл-Фридрих фон дер Меден – (21 юли 1943 – 20 септември 1944 г.)
- Генерал-майор Рудолф Деме – (20 септември 1944 – 2 декември 1944 г.)
- Оберст Алберт Брукс – (2 декември 1944 – 19 януари 1945 г.)
- Генерал-майор Теодор Крещмер – (1 февруари 1945 – 8 май 1945 г.)